# Merete Agerbak-Jensen
Merete Agerbak-Jensen (Oslo, 22 de agosto de 1967) es una política noruega del Partido Conservador.
Nació en Oslo y se educó en la Escuela Noruega de Periodismo en 1994 y en la Universidad de Oslo. Trabajó como periodista en Akers Avis de 1987 a 1990 y en Verdens Gang de 1995 a 1997. De 2001 a 2003 trabajó como directora de comunicaciones en Avinor y antes de 2006 como directora de información en Oslo Sporveier.
Ocupó el cargo de representante suplente en el Parlamento Noruego por Oslo durante los períodos 1993–1997 y 1997–2001. De 1998 a 2001 fue comisionada de medio ambiente y transporte en el gobierno de la ciudad de Oslo. En 2006 se convirtió en comisionada de planificación urbana. Dejó el cargo en septiembre de 2009 y en su lugar se convirtió en directora de comunicaciones en Kollektivtransportproduksjon. Fue miembro del consejo municipal de Oslo durante los períodos 1987–1991, 1991–1995 y 1999–2003. También fue vicepresidenta del capítulo local del partido de 1998 a 2001.